# Svenja Müller
Svenja Müller (* 13. Februar 2001 in Dortmund) ist eine deutsche Beachvolleyballspielerin. 2022, 2023 und 2024 gewann sie die Deutsche Meisterschaft. 2024 wurde sie Europameisterin.

## Karriere
Müller spielte 2015 zwei U17-Turniere mit Nele Hoja. Seit 2016 bildete sie ein Duo mit Greta Klein-Hitpaß, mit der sie den U17-Bundespokal gewann. Bei der U18-Europameisterschaft in Brünn im gleichen Jahr erreichte sie mit Hanna Viemann den vierten Platz. 2017 spielten Müller/Klein-Hitpaß einige kleinere Turniere und Qualifikationen zum Smart Beach-Cup. Bei der Techniker Beach Tour 2018 traten sie in der Qualifikation der Turniere in Münster und Kühlungsborn an. Bei den deutschen Meisterschaften wurden sie Dritte der U20 und Fünfte der U18. Mit Sarah Schulz wurde Müller Neunte der U20-Europameisterschaft in Anapa. Mit Lea Sophie Kunst gewann sie im August die U19-Meisterschaft in Kiel-Schilksee. Anschließend wurden Müller/Kunst in Brünn U18-Europameisterinnen. Bei der Techniker Beach Tour 2019 erreichte Müller einen 13. Platz in Düsseldorf mit Klein-Hitpaß sowie neunte Plätze in Nürnberg mit Schulz und Sankt Peter-Ording mit Kunst. Bei der U21-Weltmeisterschaft in Udon Thani kamen Müller/Schulz auf den vierten Platz. Eine Woche später belegte Müller mit Kunst den neunten Rang bei der U20-Europameisterschaft in Göteborg. Im August gelang ihr mit Klein-Hitpaß die Titelverteidigung bei der deutschen U19-Meisterschaft. Im Juni/Juli 2020 trat Müller mit Karla Borger in der Beach-Liga an und gewann den Wettbewerb im Finale gegen Melanie Gernert und Sarah Schulz. Anfang August qualifizierten sich Müller/Schulz über die Comdirect Beach Tour 2020 für die deutsche Meisterschaft, bei der sie Platz fünf erreichten.
Bis zur Saison 2019/20 schmetterte und baggerte Müller auch als Außenangreiferin im Hallen-Volleyball für den Drittligisten TV Hörde.
2021 spielte Müller an der Seite von Cinja Tillmann und Sarah Schneider auf den Qualifiers für Timmendorfer Strand. Müller/Schneider gewannen dabei das zweite Turnier in Stuttgart. Anfang September erreichten Müller/Tillmann bei der deutschen Meisterschaft Platz fünf. Beim FIVB 4-Sterne-Turnier im brasilianischen Itapema belegten sie im November den neunten Platz. 2022 erreichten Müller/Tillmann auf der World Beach Pro Tour im März beim Elite16-Turnier im mexikanischen Rosarito den neunten Platz und im Mai bei den Challenge-Turnieren im katarischen Doha sowie im türkischen Kuşadası jeweils den fünften Platz. Den beiden gebürtigen Westfälinnen gelang Ende Mai ihr erster Sieg bei der World Tour im tschechischen Ostrava, als sie von der Qualifikation bis ins Finale durchmarschierten und dort gegen die Brasilianerinnen Talita Antunes und Rebecca Silva in zwei Sätzen mit 21:18/21:16 gewannen.
Bei der Weltmeisterschaft 2022 erreichten Müller/Tillmann den dritten Platz. Nach der Niederlage im Halbfinale gegen die Kanadierinnen Sophie Bukovec und Brandie Wilkerson musste das Bronze-Spiel gegen Joana Heidrich und Anouk Vergé-Dépré bei einer Schweizer Führung wegen einer Verletzung Heidrichs abgebrochen werden. Nach einem neunten Platz beim Elite16-Turnier in Hamburg schieden Müller/Tillmann bei der Europameisterschaft in München als Gruppenzweite bereits in der ersten KO-Runde aus. Durch die Erfolge im Jahr 2022 belegten Müller/Tillmann Spitzenplätze in der deutschen Rangliste und in der Weltrangliste. Im selben Jahr gewann das Duo die deutsche Meisterschaft. Nach dem neunten Platz beim WPT Finale 2022 im Januar 2023 in Doha erreichten Müller/Tillmann bei den Elite16-Turnieren auf der World Beach Pro Tour 2023 die Plätze dreizehn in La Paz, fünf in Tepic und Ostrava sowie den vierten Platz in Gstaad. Auf der German Beach Tour 2023 siegten sie im Mai beim zweiten Turnier in Bremen. Bei der Europameisterschaft in Wien erreichten sie als Gruppensieger das Achtelfinale, bei dem sie gegen die nationalen Konkurrenten Laura Ludwig und Louisa Lippmann ausschieden. Das Elite16-Turnier in Hamburg konnten die beiden als Dritte abschließen. Bei der deutschen Meisterschaft konnten sie ihren Vorjahrestitel verteidigen. Beim Elite16-Turnier in Paris wurden sie Neunte. Bei der anschließenden Weltmeisterschaft in Tlaxcala erreichten Müller/Tillmann als Gruppensiegerinnen die Hauptrunde. Nach einem Sieg über die Spanierinnen Liliana Fernández und Paula Soria schieden sie im Achtelfinale gegen die Brasilianerinnen Tainá Silva und Victória Lopes aus. Im November wurden sie beim Elite16-Turnier in João Pessoa Fünfte. Beim Saisonfinale in Doha erreichte das deutsche Team nach einem dritten Rang im Pool durch Siege über Tainá/Victória im Viertelfinale und die Weltranglistenersten Ana Patrícia/Duda in der Vorschlussrunde das Endspiel, unterlagen dort jedoch den US-Amerikanerinnen Kristen Nuss und Taryn Kloth in zwei Sätzen.
Müller/Tillmann erreichten bei den Elite16-Turnieren auf der World Beach Pro Tour 2024 die Plätze  fünf in Tepic, Espinho und Ostrava sowie Platz neun in Brasília. Über die Weltrangliste qualifizierten sich Müller/Tillmann als bestes deutsches Duo für die Olympischen Spiele 2024 in Paris. Im Juli gelangten die Deutschen in Wien als einziges von neun für den bedeutendsten Wettbewerb des Jahres qualifizierten teilnehmenden Teams ins Semifinale. Dort siegten sie zunächst gegen Ágatha/Rebecca und anschließend gegen Anouk Vergé-Dépré/Joana Mäder. Dies war ihre zweite jemals errungene Goldmedaille bei einem Elite16. Bei den Olympischen Spielen erreichten Müller/Tillmann als Gruppenzweite das Achtelfinale, bei dem sie nach einer 1:2-Niederlage gegen die Lettinnen Tīna Graudiņa und Anastasija Samoilova ausschieden. Bei der Europameisterschaft in den Niederlanden wurden Müller/Tillmann nach einem Sieg im Endspiel gegen das italienische Duo Marta Menegatti und Valentina Gottardi Europameisterinnen 2024. Auch beim nachfolgenden Elite16-Turnier in Hamburg standen sie im Finale, verloren allerdings knapp gegen die Schweizerinnen Nina Brunner und Tanja Hüberli. Bei der deutschen Meisterschaft gewannen Müller/Tillmann den Titel zum dritten Mal in Folge. Am 30. September kletterten sie in der FIVB-Weltrangliste auf Platz zwei. Beim Saisonfinale in Doha erreichte das deutsche Team den fünften Platz.
Am 17. März 2025 wurden Müller/Tillmann für elf Wochen FIVB-Weltranglistenerste. Auf der World Pro Tour 2025 erreichten sie bei den ersten Elite16-Turnieren im mexikanischen Quintana Roo den fünften und im brasilianischen Saquarema den dritten Platz. Auf der German Beach Tour 2025 siegten sie im Mai beim zweiten Turnier in Düsseldorf. Zusammen mit Anna-Lena Grüne und Sandra Ittlinger gewannen sie als „Team Deutschland“ beim CEV Beachvolleyball Nations Cup 2025 im Juli das Endrunden-Turnier in Espinho. Bei der Europameisterschaft 2025 Anfang August in Düsseldorf erreichten Müller/Tillmann Platz drei. Anschließend stand das deutsche Spitzenduo im Finale des Elite-Events im kanadischen Montreal, das gegen die Lokalmatadoren Melissa Humana-Paredes und Brandie Wilkerson verloren wurde.